# 천젠궈
천젠궈(중국어 간체자: 陈建国, 정체자: 陳建國, 병음: Chén Jiànguó, 1945년 7월 ~ )는 중화인민공화국의 정치인이다. 닝샤 후이족 자치구 중국 공산당 당위원회 서기를 역임했다.

## 생애
산둥성 룽청시 출신으로 1962년 7월 중국 인민해방군에 들어갔다. 1966년 4월 중국 공산당에 입당했고 1969년 군에서 재대했다. 1976년 4월 옌타이시 정부부에 들어갔으며 1980년부터 1982년까지 산동대학 경제학부에서 수학했다. 1983년 이후 옌타이시 시위원회 상무위원, 옌타이시 즈푸구 구위원회 서기, 옌타이시 부시장 겸 시 경제위원회 주임, 중공 웨이하이시 시위원회 부서기, 옌타이시 시위원회 서기를 지냈다. 1992년 2월, 산둥성 성위원회 상무위원에 선출되었고 산둥성 정치법률위원회 서기를 거쳐 1993년 4월 산둥성 성위원회 부서기로 승진했다. 1994년 11월에는 산둥성 성위원회 부서기와 산둥성 부성장으로 승진했다. 2002년 3월 중국공산당 닝샤 후이족 자치구 당위원회 서기와 구 인민대표대회 삼임위원회 주임으로 선출되었다.
2010년 7월, 중국공산당 중앙위원회에서 나이 제한을 이유로 닝샤후이족 자치구 서기직에서 물러났다.